# Dilong (mitología)
En la mitología china, los Dilong o Ti-Lung (地龍; pinyin: di4 long2) son dragones chinos de tierra que presiden ríos y arroyos. Según algunas leyendas, son el complemento femenino de los Shenlong y solo vuelan para aparearse.